# Nejcennější co mám
Nejcennější co mám (v originále Doctor Françoise Gailland) je francouzský hraný film z roku 1976, který režíroval Jean-Louis Bertuccelli podle románu Noëlle Loriotové Un cri z roku 1974.

## Děj
Françoise Gailland je uznávaná lékařka, která je žije jen svou prací. Zamiluje se do Daniela Letessiera, profesora přírodních věd. Již několik let se s manželem dohodli, že každý bude mít ve svém životě svobodu, jsou de facto odloučení, ale stále spolu žijí. Jejich děti, Julien a Elizabeth, trpí touto situací, kterou se nenechali oklamat, což  si jejich rodiče neuvědomují, příliš pohlceni svou kariérou. Jednoho dne se Françoise dozví, že má rakovinu plic. Začne zpochybňovat celý svůj život a dokonce opustí svého milence.

## Obsazení
| Annie Girardotová   | Françoise Gailland              |
| Jean-Pierre Cassel  | Daniel Letessier                |
| François Périer     | Gérard Gailland                 |
| Isabelle Huppertová | Élisabeth Gailland              |
| William Coryn       | Julien Gailland                 |
| Suzanne Flon        | Geneviève Liénard               |
| Anouk Ferjac        | Fabienne                        |
| Margo Lion          | matka Françoise                 |
| Jenny Clève         | zdravotní bratr Denise Fourcade |
| Josephine Chaplin   | Hélène Varèse                   |
| Pascal Greggory     | Jacques Étiévant                |
| Jacques Richard     | chirurg Lucien Lesoux           |
| Michel Subor        | Chabret                         |
| André Falcon        | ředitel nemocnice               |

## Ocenění
- César: nejlepší herečka (Annie Girardotová), nominace na nejlepší kameru (Claude Renoir)